# Вязьма (Тверская область)
Вязьма — деревня в Калининском районе Тверской области. Входит в состав Верхневолжского сельского поселения.

## География
Деревня находится в юго-восточной части Тверской области на расстоянии приблизительно 40 км на юг-юго-запад от города Тверь.

## История
Деревня была отмечена на карте 1941 года. Ныне имеет дачный характер.

## Население
Численность населения не была учтена как в 2002 году, так и в 2010.